# Estación de Barroselas
La Estación Ferroviaria de Barroselas, igualmente conocida como Estación de Barroselas, es una plataforma de la Línea del Miño, que sirve a la parroquia de Barroselas, en Portugal.

## Caracterización
Se encuentra en frente a la Avenida de la Estación, en la localidad de Barroselas.
En 2010, contaba con dos vías de circulación, teniendo ambas 468 metros de longitud; servidas por dos andenes, ambos de 35 centímetros de altura y 223 metros de longitud.
En marzo de 2011, esta estación era utilizada por servicios Regionales, Interregionales e Internacionales de la empresa Comboios de Portugal.